# Dysschema fulgorata
Dysschema fulgorata är en fjärilsart som beskrevs av Butler 1871. Dysschema fulgorata ingår i släktet Dysschema och familjen björnspinnare. Inga underarter finns listade i Catalogue of Life.